# Kvinnor i trädgården
Kvinnor i trädgården (franska: Femmes au jardin) är en oljemålning av den franske konstnären Claude Monet från omkring 1866. Målningen är utställd på Musée d'Orsay i Paris.
Monet målade Kvinnor i trädgården delvis utomhus, i trädgården till det hus han hyrde i Sèvres utanför Paris. Som modell för tre av kvinnorna stod Camille Doncieux som blev hans fru 1870. I syfte att kunna måla den övre delen av den stora tavlan utan att byta sikt eller perspektiv tvingades han gräva en grop där han kunde ställa ner staffliet. Han avslutade målningen inomhus i sin ateljé. 
Monets lyckades inte upprepa framgången från året innan då Damen i grön klänning fått fina omdömen på Parissalongen. Kvinnor i trädgården refuserades av juryn men köptes senare av Monets konstnärsvän Frédéric Bazille. När Bazille dog i fransk-tyska kriget bytte fadern Gaston Bazille målningen mot ett porträtt av sonen som Auguste Renoir målat och som var i Édouard Manet ägo. Monet återfick målningen 1876 och 1921 hamnade Kvinnor i trädgården slutligen i franska statens ägo.

## Relaterade målningar

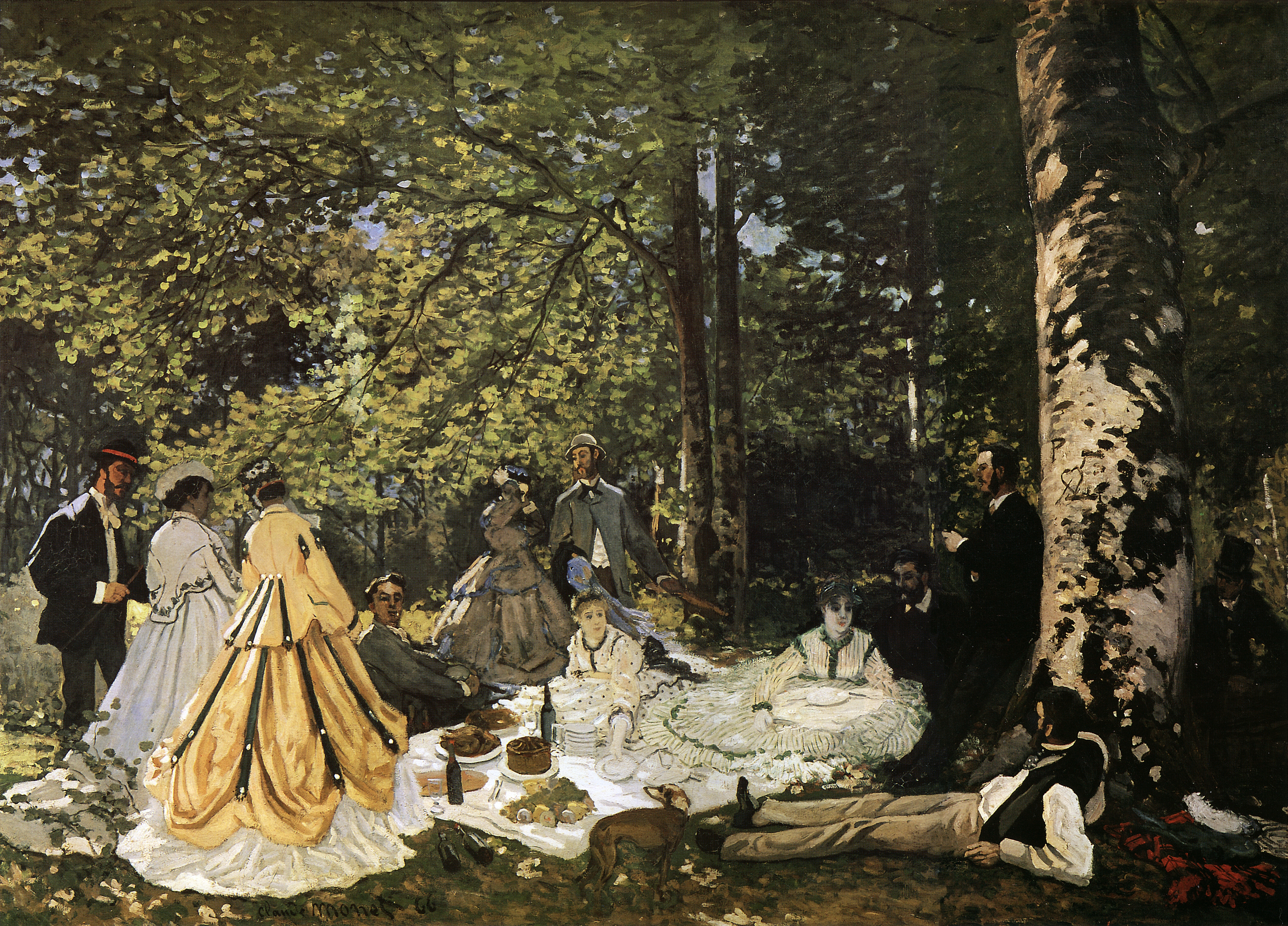
Frukost i det gröna (1866), Pusjkinmuseet.
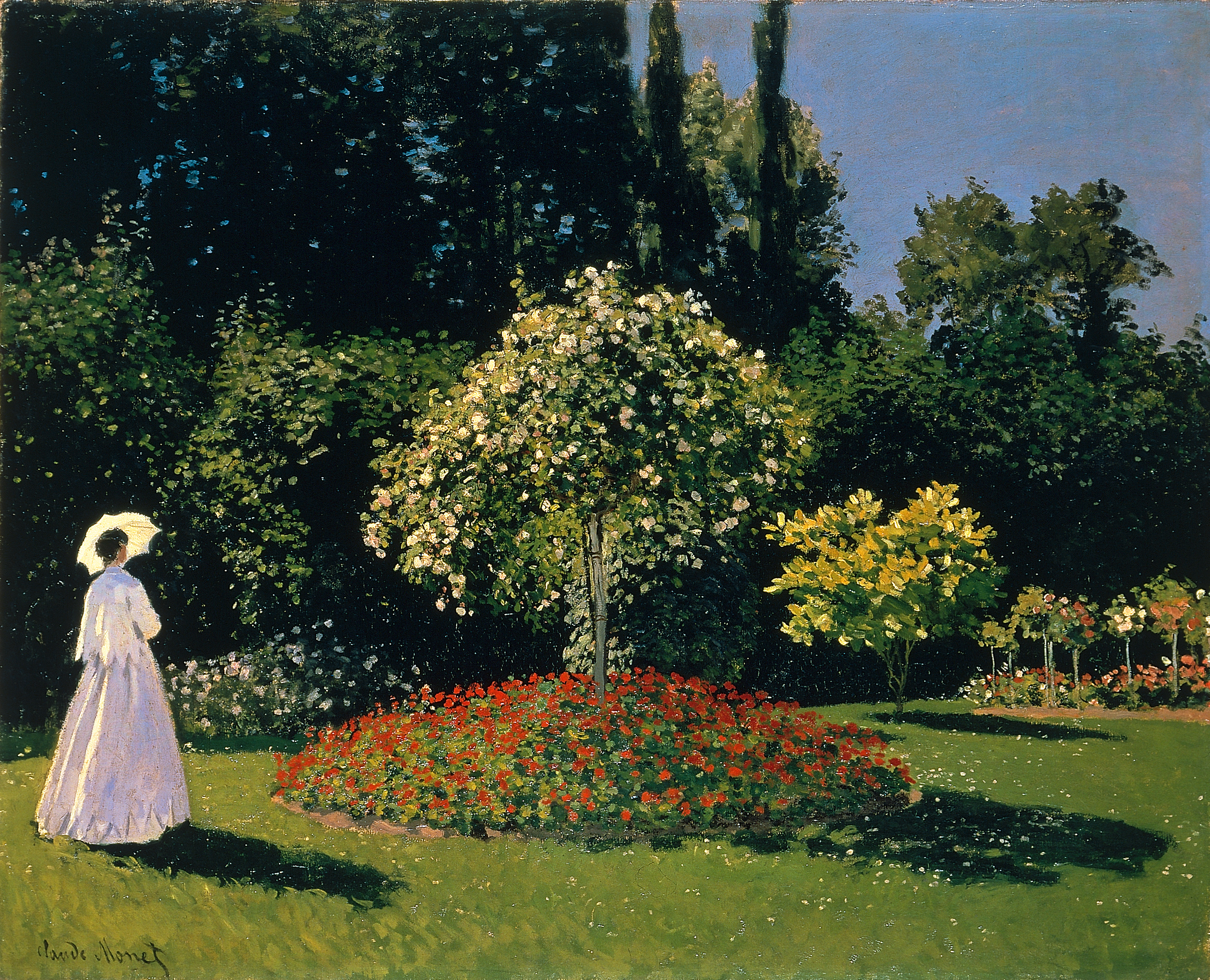
Dame en blanc au jardin (1867), Eremitaget.
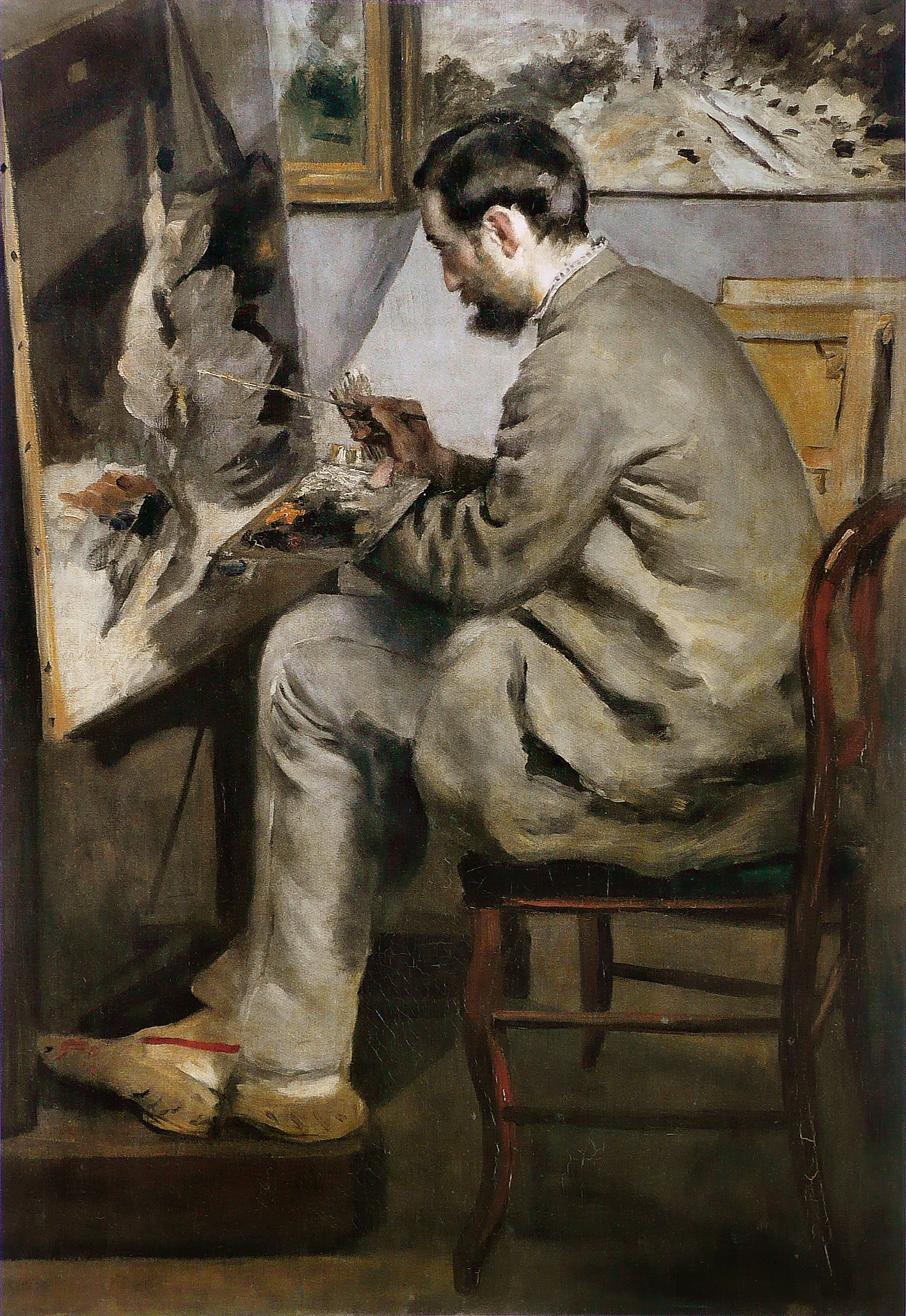
Auguste Renoirs porträtt av Frédéric Bazille från 1867. Musée d'Orsay.